# Shinji Hirai

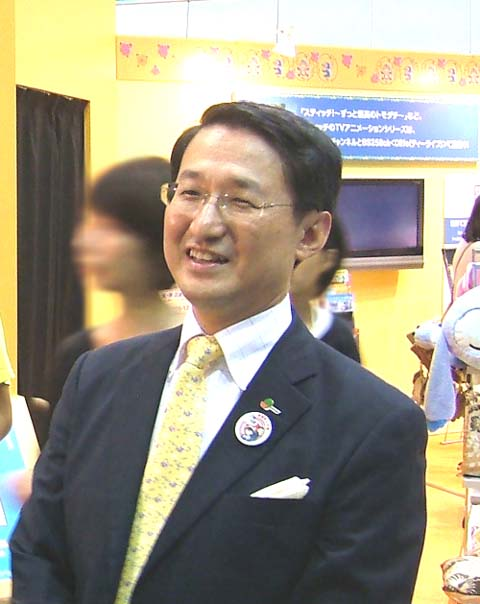
Shinji Hirai

Shinji Hirai (jap. 平井 伸治 Hirai Shinji; * 17. September 1961 in Chiyoda, Präfektur Tokio) ist ein japanischer Politiker und seit 2007 Gouverneur der Präfektur Tottori.
Hirai, Absolvent der rechtswissenschaftlichen Fakultät der Universität Tokio, wurde nach seinem Abschluss 1984 Beamter im Jichi-shō, dem „Ministerium für Selbstverwaltung“. Dort war er unter anderem mehrfach in der Wahlabteilung tätig, von 1990 bis 1993 wurde er in die Präfekturverwaltung von Fukui entsandt, 1995 in die Federal Election Commission, die „Bundeswahlkommission“ der Vereinigten Staaten. 1996 gastierte er an der University of California, Berkeley.
1999 kam Hirai in die Präfekturverwaltung von Tottori und wurde unter Gouverneur Yoshihiro Katayama zunächst Leiter der Abteilung für allgemeine Angelegenheiten (sōmu-bu), 2001 dann Vizegouverneur. Nach einer Amtszeit kehrte er 2005 zunächst in das Sōmu-shō, das „Ministerium für allgemeine Angelegenheiten“, Nachfolger des Jichi-shō, zurück. 2006 übernahm er die Leitung des New Yorker Büros der Jichitai Kokusaika Kyōkai, der „Gesellschaft für Internationalisierung der Gebietskörperschaften“.
Als Gouverneur Katayama 2007 ankündigte, nicht für eine weitere Amtszeit kandidieren zu wollen, beendete Hirai seine Beamtenlaufbahn und trat bei der Gouverneurswahl am 8. April 2007 als Unabhängiger mit Unterstützung von LDP und Kōmeitō an. Bei Wahlbeteiligung von 61 % konnte er seine einzige Gegenkandidatin, die KPJ-gestützte Unabhängige Atsuko Yamanouchi klar schlagen. Er trat sein Amt am 13. April 2007 an. 2011, 2015, 2019 und 2023 wurde er mit überwältigenden Mehrheiten gegen meist nur einen, kommunistischen Gegenkandidaten wiedergewählt.